# Геконови
Геконови (Gekkonidae) са семейство малки до средно големи гущери, срещащи се на места с топъл климат по целия свят. В България се среща един вид - балкански гекон (Cyrtopodion kotschyi).
Геконите са единствените гущери, които издават звуци при общуването помежду си. Повечето видове нямат клепачи, а прозрачна мембрана, покриваща окото. Някои имат способността да изстрелват дразнеща течност от края на опашките. Повечето гекони са от жълтокафяви до тъмносиви, макар че има и ярко оцветени. Някои видове могат да променят цвета си, за да се слеят с окръжаващата ги среда, или в зависимост от температурата. Няколко вида имат възможност за партеногенеза, което подобрява способността им да се разпространяват в нови откъснати области.
Повечето гекони имат специална структура на пръстите, която им позволява да се изкачват по вертикални повърхности и дори да се движат по таваните на помещения. Геконът обикновено спи през деня, а е активен нощем. Геконът си сменя кожата на всеки 2 до 4 седмици, като при наближаването на смяната цветът на кожата става леко замъглен.
Храната на гекона се състои основно от буболечки, като особено вкусни за тях са щурците.

## Списък на родовете
Семейство Геконови включва 905 вида гекони, групирани в 52 рода:
- Afroedura Loveridge, 1944
- Afrogecko Bauer, Good & Branch, 1997
- Agamura Blanford, 1874
- Ailuronyx Fitzinger, 1843
- Alsophylax Fitzinger, 1843
- Asiocolotes Golubev, 1984
- Blaesodactylus Boettger, 1893
- Bunopus Blanford, 1874 – Южноазиатски гекони
- Calodactylodes Strand, 1926
- Chondrodactylus Peters, 1870
- Christinus Wells & Wellington, 1984
- Cnemaspis Strauch, 1887
- Colopus Peters, 1869
- Crossobamon Boettger, 1888
- Cryptactites Bauer, Good & Branch, 1997
- Cyrtodactylus Gray, 1827
- Cyrtopodion Fitzinger, 1843
- Dixonius Bauer, Good & Branch, 1997
- Ebenavia Boettger, 1877
- Elasmodactylus Boulenger, 1895
- Geckoella Gray, 1867
- Geckolepis Grandidier, 1867
- Gehyra Gray, 1834
- Gekko Laurenti, 1768 – Гекони
- Goggia Bauer, Good & Branch, 1997
- Hemidactylus Gray, 1825 – Листопръсти гекони
- Hemiphyllodactylus Bleeker, 1860
- Heteronotia Wermuth, 1965
- Homopholis Boulenger, 1885
- Lepidodactylus Fitzinger, 1843
- Luperosaurus Gray, 1845
- Lygodactylus Gray, 1864
- Matoatoa Nussbaum, Raxworthy & Pronk, 1998
- Mediodactylus Szczerbak & Golubev, 1977
- Nactus Kluge, 1983
- Narudasia Methuen & Hewitt, 1914
- Pachydactylus Wiegmann, 1834
- Paragehyra Angel, 1929
- Paroedura Günther, 1879
- Perochirus Boulenger, 1885
- Phelsuma Gray, 1825 – Дневни гекони
- Pseudoceramodactylus Haas, 1957
- Pseudogekko Taylor, 1922
- Ptenopus Gray, 1866
- Ptychozoon Kuhl & van Hasselt, 1822
- Rhacodactylus Fitzinger, 1843 – Новокаледонски гекони
- Rhinogecko de Witte 1973
- Rhoptropella Hewitt, 1937
- Rhoptropus Peters, 1869
- Stenodactylus Fitzinger, 1826
- Tropiocolotes Peters, 1880
- Urocotyledon Kluge, 1983
- Uroplatus Dumeril, 1806 – Листоопашати гекони